# Barcarolle (Chopin)

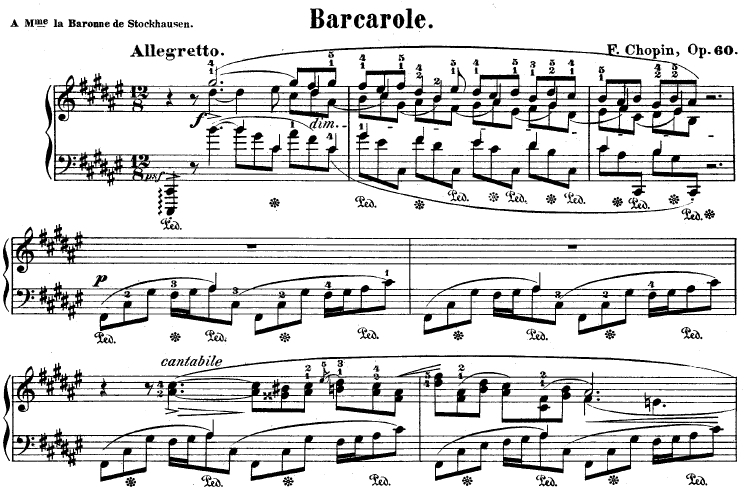
Frédéric Chopin, Barcarolle, Anfang

Die Barcarolle Fis-Dur op. 60 ist eine Komposition für Klavier solo von Frédéric Chopin. Das Werk entstand vom Herbst 1845 bis zum Sommer 1846.

## Widmung
Der Komponist widmete die Erstausgabe „Madame la Baronne de Stockhausen“, d. h. Clotilde von Stockhausen geb. Gräfin von Baudissin (1818–1891), der Gattin des Diplomaten Bodo Albrecht von Stockhausen, der von 1841 bis 1851 als hannoverscher Gesandter in Paris tätig war. Sie war die Mutter von Elisabeth von Herzogenberg, der späteren Freundin von Johannes Brahms. Chopin hatte ihrem Mann 1836 bereits seine Ballade g-Moll op. 23 zugeeignet.
Clotilde von Stockhausen besaß ein heute verschollenes, handschriftliches Widmungsexemplar der Barcarolle, das später im Besitz ihres Sohns Ernst von Stockhausen (1838–1905) war, der in Wien als Komponist, Musikkritiker und Musiklehrer tätig war. Das belegt ein Brief, den dessen Schwester Elisabeth von Herzogenberg am 3. Dezember 1877 an Brahms schrieb: „Von den drei Manuskripten, die jetzt mein Bruder besitzt, ist nur eines, die Barcarolle, die meiner Mutter gewidmet ist, echt, die beiden andern Kopien.“

## Aufbau
Wie ein kleines Vorspiel beginnt das Allegretto mit einer dominanten Cis-Oktave im Bass und einer dreistimmigen Modulation im subdominanten H-Dur. Die drei Takte geben den Ton des ganzen Werks an. Nach einer langen Pause setzt die wiegende Bassbegleitung ein. Cantabile folgt das erste Thema in der rechten Hand, erst in Terzen, dann in Sexten. Die Pedalisierung ist so nötig wie heikel. Mit Sechzehntelsexten spielt das kurze, im Tonfall ganz ähnliche Nebenmotiv (leggiero) in Cis-Dur. Über den cis-Moll-Schatten findet es in einer schönen H/Ais-Wendung mit Doppeltrillern zum Terzenthema zurück, das sich mit Mittelstimmen und vollen Dominantseptakkorden entfaltet.
Pianissimo, aber poco piu mosso kündigt sich in fis-Moll das zweite Thema in der Paralleltonart A-Dur an. Links geben die Oktaven auf den dritten Achteln den inneren Schwung, rechts – sempre piano – trägt die Mittelstimme. Immer vom Gis-Dur und dis-Moll eingefärbt, kommt der Exposition zur Ruhe. Meno mosso führt die chromatische und synkopierte Schlusswendung über „leichte“ Cis-Dur-Läufe – dolce, sfogato – zur prächtigen Reprise der beiden Themen mit beidhändigen Oktavakkorden. Die vollgriffige Schlussmodulation schwingt mit einem „dissonanten“ Lauf über der verminderten Fis-Oktave in den ruhigen Ton des Seitenmotivs. In den vier Schlusstakten singen links Sextakkorde den Themenabschied, während rechts ein „beiläufiges“ Leggiero von pianissimo zu fortissimo über den Diskant in den tiefen Bass stürzt und zu den freien Cis/Fis-Schlussoktaven findet.